# Route communale 400-B (Haïti)
Pour les articles homonymes, voir Route 400.
La route communale 400-B, ou RC 400-B, est une route communale d'Haïti reliant Bainet à Jacmel.

## Tracé
- Bainet
- Trou-Mahot
- Barrière André
- La Montagne
- Jacmel